# Galbalcyrhynchus
Galbalcyrhynchus é um gênero de aves da família Galbulidae.
As seguintes espécies são reconhecidas: 
- Ariramba-vermelha, Galbalcyrhynchus leucotis Des Murs, 1845
- Ariramba-castanha, Galbalcyrhynchus purusianus Goeldi, 1904